# Хазельдорф
Хазельдорф (нем. Haseldorf) — община в Германии, в земле Шлезвиг-Гольштейн. 
Входит в состав района Пиннеберг. Подчиняется управлению Хазельдорф.  Население составляет 1677 человек (на 31 декабря 2010 года). Занимает площадь 18,08 км².